# Eupithecia sorda
Eupithecia sorda là một loài bướm đêm trong họ Geometridae.